# Yimin Sumu (ort i Kina, Inner Mongolia Autonomous Region, lat 48,43, long 119,75)
Yimin Sumu (kinesiska: 伊敏苏木) är en ort i Kina. Den ligger i den autonoma regionen Inre Mongoliet, i den norra delen av landet, omkring 1 100 kilometer nordost om regionhuvudstaden Hohhot. Antalet invånare är 7 380. Befolkningen består av 3 543 kvinnor och 3 837 män. Barn under 15 år utgör 11,0 %, vuxna 15-64 år 83 %, och äldre över 65 år 5,0 %.
Runt Yimin Sumu är det glesbefolkat, med 8 invånare per kvadratkilometer. Närmaste större samhälle är Yiminhe, 17,4 km norr om Yimin Sumu. Trakten runt Yimin Sumu består i huvudsak av gräsmarker.
Genomsnittlig årsnederbörd är 684 millimeter. Den regnigaste månaden är juli, med i genomsnitt 181 mm nederbörd, och den torraste är januari, med 7 mm nederbörd.